# Región de Coquimbo

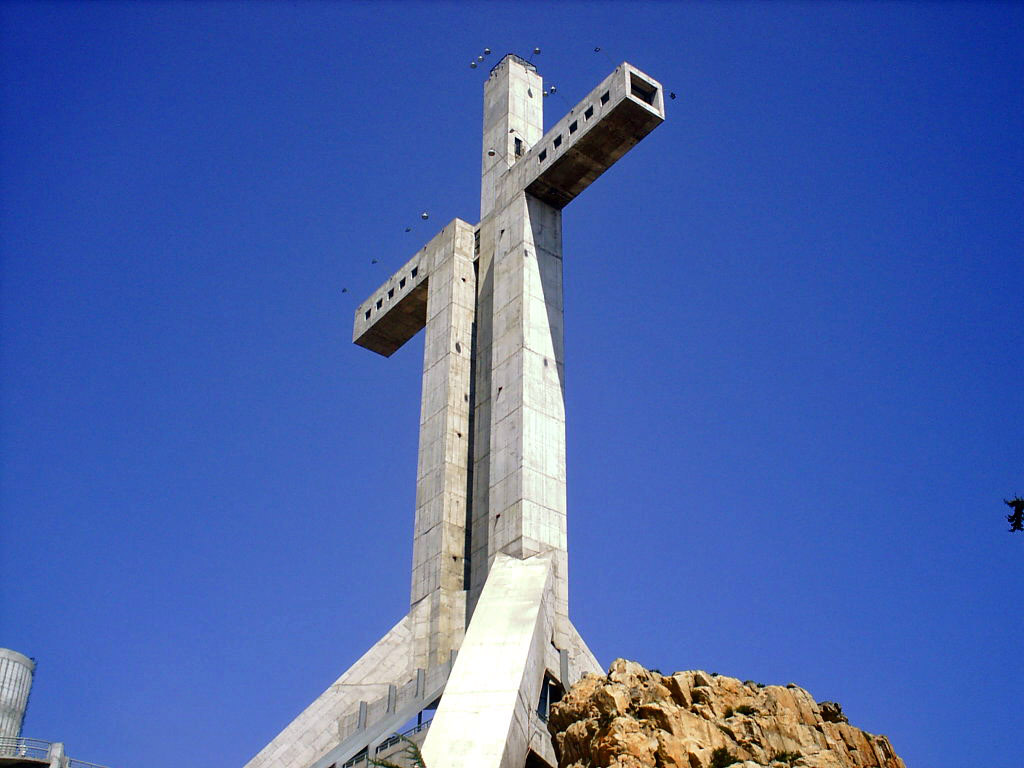
Cruz del Tercer Milenio en Coquimbo.

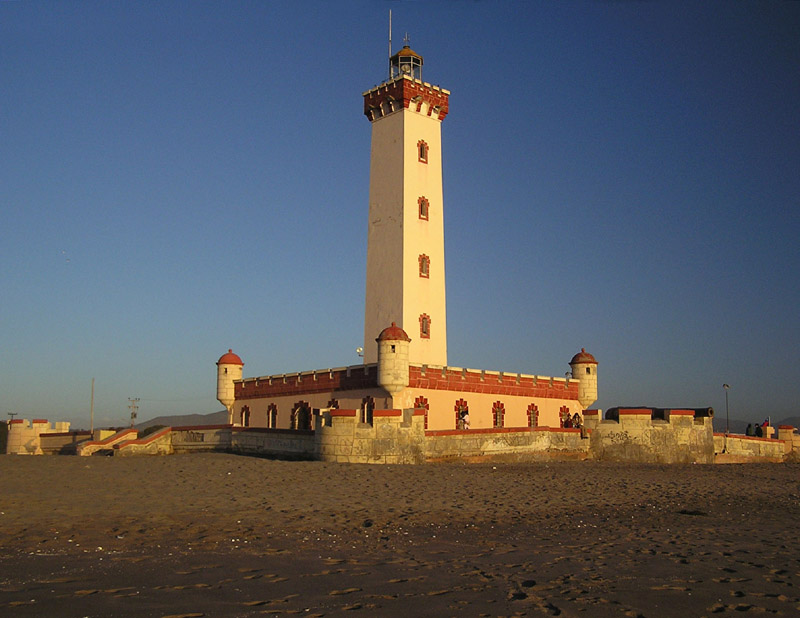
El Faro Monumental en La Serena

La región de Coquimbo es una de las dieciséis regiones que conforman Chile. Su capital es La Serena. Ubicada en el norte del país —Norte Chico—, limita al norte con la región de Atacama, al este con la provincia de San Juan en Argentina, al sur con la región de Valparaíso y al oeste con el océano Pacífico.
Cuenta con una superficie de 40 580 km² y una población según el censo de 2017 por el INE, de 757 586 habs. La región está compuesta por las provincias de Elqui, Limarí y Choapa. Sus principales centros urbanos son la conurbación La Serena-Coquimbo con 506 391 habitantes, seguida de Ovalle con 121 269 habitantes según el censo chileno de 2017. 
Es la región más castigada por la crisis hídrica por el cambio climático. El gobierno de Chile considera como zona de catástrofe por la gran megasequía.

## Historia
A partir del siglo III, la zona fue poblada por los indígenas Molle, Ánimas y Diaguita, que establecieron diversos asentamientos en los valles, de la cordillera a mar, y que eran fundamentalmente agricultores. A lo largo de la costa, se estableció un pueblo nómade, que posteriormente fue denominado chango o camanchaco, dedicado a la pesca.
La región tiene su génesis en el huamani o sichi de Coquimbo. Hacia finales del siglo XV la zona fue incorporada al Imperio incaico, que sometió y dejó bajo su dominación a los diaguitas. El gobernador incaico en la zona se estableció en el valle de Coquimbo, desde donde administraba las actividades de la región. Los límites de este territorio político abarcaban desde el valle de Copiapó hasta el del Limarí, teniendo como provincias contiguas al huamani de Collao por el norte y el de Chile por el sur. Desde esa época el valle y la región se comenzaron a llamar «Coquimbo», probablemente del quechua qulqi, 'plata', y tanpu, 'tambo' (véase Anien).
La región fue explorada por los españoles al mando de Diego de Almagro, en 1536 (Descubrimiento de Chile), pero sus pobladores se habrían manifestado hostiles a su presencia. Almagro al entrar al valle de Coquimbo ajusticia a 30 jefes nativos de pueblos cercanos, entre ellos al gobernador inca local, en represalia por la muerte de tres de sus hombres. De esta manera, y junto a la destrucción del imperio inca a manos de los europeos, se diluye la importancia política incaica en el valle. Como parte de la expedición de Almagro, Los Vilos fue utilizada como improvisado puerto de desembarco de provisiones por un pequeño navío, llamado San Pedro, al mando de Alonso de Quintero.
En 1540, Pedro de Valdivia, en su expedición de conquista de Chile, atravesó la región en dirección al Valle del Mapocho donde fundaría la ciudad de Santiago de la Nueva Extremadura.
Producto de la distancia y peligros del viaje entre Santiago y Lima, Pedro de Valdivia ordenó a Juan Bohón fundar La Serena en 1543 o 1544, ubicada a aproximadamente 475 km al norte de Santiago. En 1549, la ciudad de La Serena, fue incendiada y destruida por indígenas; sin embargo, fue refundada el mismo año por Francisco de Aguirre. Luego de la consolidación de la ciudad, este territorio fue organizado por los españoles como el corregimiento de Coquimbo, mudándose así su cabecera política, desde el valle de Coquimbo a la ciudad de La Serena —también llamada durante la época colonial y parte del siglo XIX como ciudad de Coquimbo—, Los límites del corregimiento fueron similares a los de la época de dominio incaico: Atacama por el norte, anexando esta vez el Choapa por el sur.
A fines del siglo XVI, debido a la disminución de la población nativa, fueron trasladados cientos de mapuche al "valle de Coquimbo" y La Serena. Esta acción tenía como finalidad exiliar y disolver a los grupos que se resistían a ser conquistados en la Guerra de Arauco y suplir la escasez de mano de obra en las haciendas y minas en el Corregimiento de La Serena.
En 1786, como consecuencias de las reformas borbónicas aplicadas en Chile, el corregimiento de Coquimbo se convirtió en el partido de Coquimbo, territorio dependiente de la Intendencia de Santiago.
Como división político-administrativa republicana, la Región de Coquimbo tiene su origen en la Intendencia de Coquimbo, creada el 23 de septiembre de 1811, por el Primer Congreso Nacional, que se sumó a las ya existentes en la época colonial: las provincias o intendencias de Santiago y de Concepción, convirtiéndose en una de las tres regiones que conformaron en un inicio el Chile en proceso de independencia.
El 30 de agosto de 1826, mediante las leyes federales se crea la provincia de Coquimbo a partir de la antigua Intendencia de Coquimbo, junto con otras 7 provincias (Aconcagua, Santiago, Colchagua, Maule, Concepción, Valdivia y Chiloé).
En la Constitución de 1828, se mantuvo la división de Chile en ocho provincias. En 1843, se creó la provincia de Atacama, a partir de la segregación de la parte norte de la provincia de Coquimbo. En los años posteriores, se crearon nuevos departamentos.
Con el Decreto de Creación de Municipalidades de 1891, se dividen los departamentos en nuevas municipalidades. En 1927, mediante el decreto con fuerza de ley (DFL) 8582 del 30 de diciembre de dicho año, se reestructura la provincia y con el DFL 8583 se crean las comunas-subdelegaciones.
En 1974, la provincia de Coquimbo, con capital La Serena, y compuesta por los departamentos de La Serena, Elqui, Coquimbo, Ovalle, Combarbalá e Illapel y de las comunas de La Serena, La Higuera, Vicuña, Paihuano, Coquimbo, Andacollo, Ovalle, Monte Patria, Punitaqui, Samo Alto, Combarbalá, Illapel, Mincha, Salamanca y Los Vilos, producto del proceso de regionalización del país, es transformada en la IV Región de Coquimbo, integrada por tres provincia (Elqui, Limarí y Choapa).

## Gobierno y administración

### División político-administrativa
La región de Coquimbo, que tiene por capital a la ciudad de La Serena, para efectos del gobierno y administración interior, se divide en tres provincias.
- Provincia de Elqui, capital Coquimbo.
- Provincia de Limarí, capital Ovalle.
- Provincia de Choapa, capital Illapel.

Mientras que estas tres provincias se subdividen en 15 comunas ―Canela, Illapel, Los Vilos, Salamanca, Andacollo, Coquimbo, La Higuera, La Serena, Paihuano, Vicuña, Combarbalá, Monte Patria, Ovalle, Punitaqui y Río Hurtado―.
| \| Provincia \| Capital \| Comuna \| \| --------- \| -------- \| ------------ \| \| Elqui \| Coquimbo \| Andacollo \| \| Elqui \| Coquimbo \| Coquimbo \| \| Elqui \| Coquimbo \| La Higuera \| \| Elqui \| Coquimbo \| La Serena \| \| Elqui \| Coquimbo \| Paihuano \| \| Elqui \| Coquimbo \| Vicuña \| \| Limarí \| Ovalle \| Combarbalá \| \| Limarí \| Ovalle \| Monte Patria \| \| Limarí \| Ovalle \| Ovalle \| \| Limarí \| Ovalle \| Punitaqui \| \| Limarí \| Ovalle \| Río Hurtado \| \| Choapa \| Illapel \| Canela \| \| Choapa \| Illapel \| Illapel \| \| Choapa \| Illapel \| Los Vilos \| \| Choapa \| Illapel \| Salamanca \| | Canela Illapel Los Vilos Salamanca Andacollo Coquimbo La Higuera La Serena Paihuano Vicuña Combarbalá Monte Patria Ovalle Punitaqui Río Hurtado |              |
| Provincia | Capital | Comuna       |
| Elqui | Coquimbo | Andacollo    |
| Elqui | Coquimbo | Coquimbo     |
| Elqui | Coquimbo | La Higuera   |
| Elqui | Coquimbo | La Serena    |
| Elqui | Coquimbo | Paihuano     |
| Elqui | Coquimbo | Vicuña       |
| Limarí | Ovalle | Combarbalá   |
| Limarí | Ovalle | Monte Patria |
| Limarí | Ovalle | Ovalle       |
| Limarí | Ovalle | Punitaqui    |
| Limarí | Ovalle | Río Hurtado  |
| Choapa | Illapel | Canela       |
| Choapa | Illapel | Illapel      |
| Choapa | Illapel | Los Vilos    |
| Choapa | Illapel | Salamanca    |

### Autoridades
La administración de la región del poder ejecutivo radica en el Gobierno Regional de Coquimbo, constituido por el gobernador de Coquimbo y por el Consejo Regional, además de contar con la presencia del delegado presidencial regional de Coquimbo y a tanto el delegado presidencial provincial de Limarí como el delegado presidencial provincial de Choapa, representantes del gobierno central del país.
Para los efectos de la administración local, las provincias están divididas a su vez en 15 comunas ―Canela, Illapel, Los Vilos, Salamanca, Andacollo, Coquimbo, La Higuera, La Serena, Paihuano, Vicuña, Combarbalá, Monte Patria, Ovalle, Punitaqui y Río Hurtado― en total regidas por su respectiva municipalidad.
El poder legislativo se encuentra representado y dividido territorialmente a través de la 5.º circunscripción senatorial del Senado de Chile constituido por tres senadores y el 5.º distrito electoral de la Cámara de Diputados compuesto por siete diputados, los cuales representan a los ciudadanos de la región.

#### Gobernador regional
- Cristóbal Juliá de la Vega (Ind-EVOP)

#### Delegado presidencial regional
- Galo Luna Penna (PCCh)

#### Delegado presidencial provincial
- Choapa: Jonatan Vega Carvajal (AH)
- Limarí: Eduardo Alcayaga Cortés (PS)

#### Alcaldes
| Comuna     | Alcalde                               | Partido | Comuna       | Alcalde                      | Partido |
| ---------- | ------------------------------------- | ------- | ------------ | ---------------------------- | ------- |
| Andacollo  | Juan Carlos Alfaro Aravena            | PS      | Monte Patria | Cristián Herrera Peña        | Ind-PPD |
| Canela     | Waldo Contreras Valdés                | Ind.    | Ovalle       | Héctor Vega Campusano        | Ind.    |
| Combarbalá | Marta Carvajal Cortés                 | Ind.    | Paihuano     | Hernán Ahumada Ahumada       | RN      |
| Coquimbo   | Alí Manouchehri Moghadam Kasham Lobos | Ind-PS  | Punitaqui    | Pedro Araya Zepeda           | Ind.    |
| Illapel    | Denis Cortés Aguilera                 | DC      | Río Hurtado  | Carmen Olivares de la Rivera | Ind-PS  |
| La Higuera | Uberlinda Aquea Barraza               | PS      | Salamanca    | Carlos Lillo Álamos          | Ind.    |
| La Serena  | Daniela Norambuena Borgheresi         | RN      | Vicuña       | Mario Aros Carvajal          | Ind-UDI |
| Los Vilos  | Christian Gross Hidalgo               | PS      |              |                              |         |

#### Parlamentarios

##### Senadores
| Circunscripción | Senadores                                                         | Partido      |
| --------------- | ----------------------------------------------------------------- | ------------ |
| 5               | Daniel Núñez Arancibia Matías Walker Prieto Sergio Gahona Salazar | PCCh DEM UDI |

##### Diputados
| Distrito | Diputados | Partido                    |
| -------- | --- | -------------------------- |
| 5        | Marco Sulantay Olivares Nathalie Castillo Rojas Daniel Manouchehri Moghadam Kashan Lobos Carolina Tello Rojas Ricardo Cifuentes Lillo Juan Manuel Fuenzalida Cobo Víctor Pino Fuentes | UDI PCCh PS FA PDC UDI DEM |

#### Secretarías regionales ministeriales
| Hacienda                            | Sin Secretaría Regional      | Sin Secretaría Regional |
| Seguridad Pública                   | Adio González Cortés         |                         |
| Gobierno                            | Paulina Mora Lara            | PCCh                    |
| Economía, Fomento y Turismo         | Pía Castillo Bosselaar       | FA                      |
| Desarrollo Social y Familia         | Eduardo Alcayaga Cortés      | PS                      |
| Educación                           | Cecilia Ramírez Chávez       | FA                      |
| Justicia y Derechos Humanos         | María José Rojas Erbetta     | FA                      |
| Trabajo y Previsión Social          | Vacante                      | Vacante                 |
| Obras Públicas                      | Javier Sandoval Guzmán       | PCCh                    |
| Salud                               | Paola Salas Rivas            | Ind.                    |
| Vivienda y Urbanismo                | José Manuel Peralta          | PS                      |
| Bienes Nacionales                   | Marcelo Salazar              | FA                      |
| Agricultura                         | Christian Álvarez Alarcón    | PPD                     |
| Minería                             | Constanza Espinosa Henríquez | FA                      |
| Transporte y Telecomunicaciones     | Alejandra Maureira Flores    | Ind.                    |
| Energía                             | María Castillo Rojas         | PPD                     |
| Medio Ambiente                      | Leonardo Gros Pérez          | FA                      |
| Deporte                             | Guillermo Medina Vergara     | FRVS                    |
| Mujer y Equidad de Género           | María Glaser Danton          | FA                      |
| Culturas, las Artes y el Patrimonio | Cedric Steinlen Cuevas       | FA                      |

## Geografía y clima
La Región de Coquimbo es llamada «zona de los valles transversales». Presenta tres rasgos de relieve: La cordillera de los Andes, el complejo montañoso andino costero y las planicies litorales. Tiene la zona más estrecha de todo el territorio chileno: su ancho mínimo es de 90 km en la latitud 31°37′ S, cerca de la ciudad de Illapel.

### Cordillera de los Andes
Se presenta con altas cumbres, sobre los 6000 m s. n. m., aunque continúa descendiendo de norte a sur. Al igual que la Región de Atacama, no presenta volcanismo activo.

### Depresión Intermedia

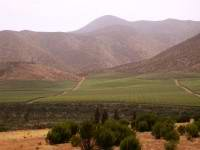
Valle de Elqui.

Se encuentra atravesada por una serie de cordones montañosos, situados en sentido este-oeste, que nacen en la cordillera de los Andes y desaparecen en la cordillera de la Costa; este tipo de relieve se ha denominado «complejo montañoso andinocostero». Esta zona, por dicho peculiar relieve, fue llamada por Benjamín Subercaseaux «el país de la senda interrumpida».
Los valles (Elqui, Limarí y Choapa) que han creado tales cordones, conocidos como «valles transversales», cruzan una serie de ríos, muy importantes para la economía agrícola de la zona. Tales valles se encuentran definidos por tres hoyas o cuencas hidrográficas, que corresponden a los ríos Elqui (formado por los ríos Turbio, Claro y Cochiguaz), Limarí (formado por los ríos Hurtado, Grande, Los Molles y Cogotí) y Choapa (formado por los ríos Cuncumén, Illapel y Chalinga), que desembocan en el mar.

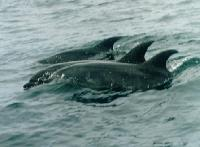
Delfines en Isla Damas.

El agua transportada por estos ríos provienen del derretimiento de las nieves depositadas en la Cordillera de Los Andes y de las lluvias experimentadas durante el año, por lo que sus caudales son en general irregulares y, en algunos años, bastante escaso, producto de las sequías cíclicas que experimenta la región. Ello ha hecho necesaria la construcción de embalses para su acopio, como el Puclaro (en el río Elqui), Cogotí (en el río Cogotí), Recoleta (en el río Hurtado) y La Paloma (en el río Grande).

### Cordillera de la Costa
Es amplia y deja una zona de planicies litorales, en contacto directo con el océano Pacífico. Estas son especialmente anchas en la desembocadura del río Limarí.

### Clima

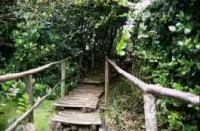
Parque Fray Jorge.

El clima de la Región de Coquimbo es de tipo estepárico, con una vegetación arbustiva y con predominio de espinos. Las precipitaciones se concentran preferentemente durante el invierno.
- En el litoral se origina una estepa con nublados abundantes. Las temperaturas a lo largo del año son moderadas, producto de la influencia del océano. En la cordillera de la Costa se presenta frecuentemente una neblina costera (llamada camanchaca) que ha permitido, en algunos sectores, el desarrollo de especies vegetales propias del bosque valdiviano: Fray Jorge y Talinay.
- En el interior impera un clima de estepa cálida, caracterizado por la sequedad atmosférica, que propicia unos "cielos limpios" (acentuada transparencia del aire), con más de 330 noches despejadas. La astronomía los ha elogiado como uno de los más adecuados del Hemisferio Sur, lo que ha permitido la instalación de importantes observatorios astronómicos, como La Silla y El Tololo.
- En la zona cordillerana (cordillera de los Andes) existe un clima estepario frío de montaña, que se destaca por su extrema sequedad atmosférica. Sin embargo, durante las noches se presenta el fenómeno denominado «rocío» (condensación del vapor de agua contenida en el aire, que luego se deposita en la forma de pequeñas gotas).

## Demografía

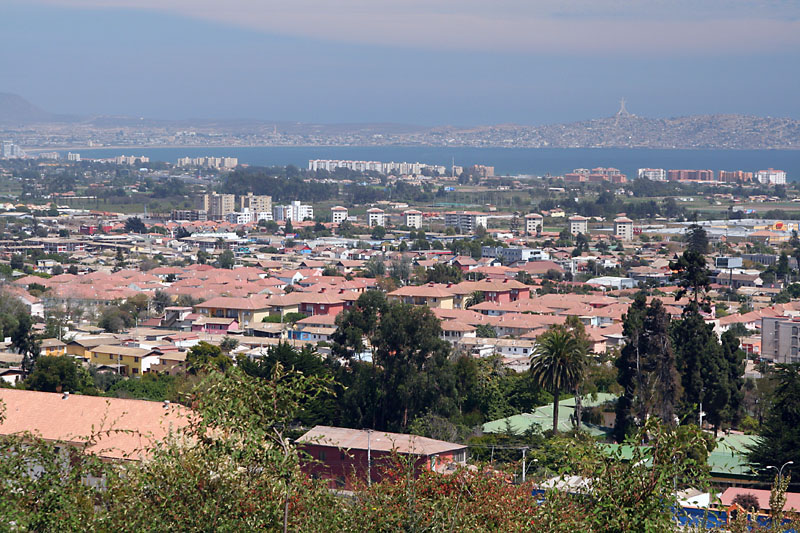
La Serena.

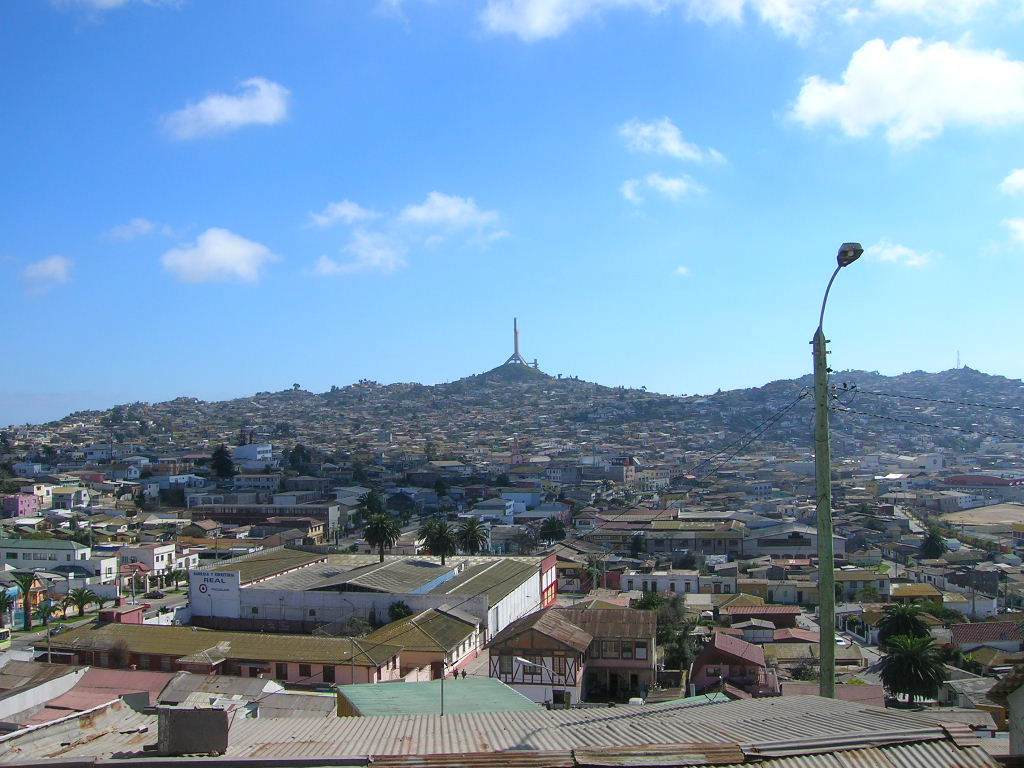
Coquimbo.

Las actividades mineras y agrícolas explican la ubicación de las diversas localidades de la región, en torno a los valles transversales y yacimientos mineros. Originalmente se estructuró esta organización siguiendo la ubicación de los poblados indígenas diaguitas.
Destaca la conurbación La Serena-Coquimbo (412 586 hab.), la cuarta conurbación más grande del país, que concentra la mitad de la población regional.
En cuanto a población, las ciudades más importantes son: La Serena (249 656 hab.); Coquimbo (256 735 hab.); Ovalle (121 269 hab.); Illapel (32 801 hab.); Vicuña (29 741 hab.); Salamanca (29 110 hab.); Los Vilos (23 374 hab.); Monte Patria (32 527 hab.).

### Cronología de la fundación de sus ciudades y villas (límites actuales de la región)
- San Bartolomé de La Serena (1544) (refundada en 1549)
- Villa San Rafael de Rozas (Illapel) (1752)
- Punitaqui (1785)
- Villa San Francisco de Borja de Combarbalá (1789)
- San Isidro de Vicuña (1821)
- Ovalle (1831)
- Salamanca (1844)
- Tongoy (1839- puerto habilitado); (1859 - título de villa.)
- Ciudad - puerto de Coquimbo (1879 - título de ciudad)

| Coquimbo La Serena Ovalle Los Vilos Illapel Vicuña Salamanca Monte Patria |

A nivel de ciudades, las más pobladas censo (2024) son:
- Coquimbo, con 263 719 habitantes
- La Serena, 250 141 habitantes.

| \| Comuna \| Población (2024) \| \| ------------ \| ---------------- \| \| Coquimbo \| 263.719 \| \| La Serena \| 250.141 \| \| Ovalle \| 118.696 \| \| Illapel \| 32.009 \| \| Monte Patria \| 29.997 \| \| Vicuña \| 28.047 \| \| Salamanca \| 27.823 \| \| Los Vilos \| 22.878 \| \| Combarbalá \| 12.954 \| \| Punitaqui \| 12.076 \| \| Andacollo \| 11.566 \| \| Canela \| 9.639 \| \| Paihuano \| 4.649 \| \| Río Hurtado \| 4.334 \| \| La Higuera \| 4.335 \| Fuente: Censo2024 |                  |
| Comuna | Población (2024) |
| Coquimbo | 263.719          |
| La Serena | 250.141          |
| Ovalle | 118.696          |
| Illapel | 32.009           |
| Monte Patria | 29.997           |
| Vicuña | 28.047           |
| Salamanca | 27.823           |
| Los Vilos | 22.878           |
| Combarbalá | 12.954           |
| Punitaqui | 12.076           |
| Andacollo | 11.566           |
| Canela | 9.639            |
| Paihuano | 4.649            |
| Río Hurtado | 4.334            |
| La Higuera | 4.335            |

### Indicadores básicos (serie histórica)
A continuación se presenta la serie histórica de indicadores básicos de la Región de Coquimbo:
| Año  | Nacimientos | Defunciones | Tasa bruta de natalidad | Tasa bruta de mortalidad | Tasa global de fecundidad |
| ---- | ----------- | ----------- | ----------------------- | ------------------------ | ------------------------- |
| 1997 | 10 217      | 2769        | 17,5                    | 4,7                      | 2,13                      |
| 1998 | 9875        | 2948        | 16,5                    | 5                        | 2,08                      |
| 1999 | 9939        | 2956        | 16,4                    | 4,9                      | 2,09                      |
| 2000 | 10 221      | 2952        | 16,6                    | 4,8                      | 2,10                      |
| 2001 | 10 199      | 3008        | 16,3                    | 4,8                      | 2,01                      |
| 2002 | 9608        | 2953        | 15,1                    | 4,6                      | 1,91                      |
| 2003 | 9459        | 3012        | 14,6                    | 4,6                      | 1,85                      |
| 2004 | 9207        | 3257        | 14                      | 5                        | 1,83                      |
| 2005 | 9493        | 3256        | 14,2                    | 4,9                      | 1,82                      |
| 2006 | 9372        | 3142        | 13,8                    | 4,6                      | 1,82                      |
| 2007 | 9794        | 3541        | 14,2                    | 5,1                      | 1,84                      |

## Economía

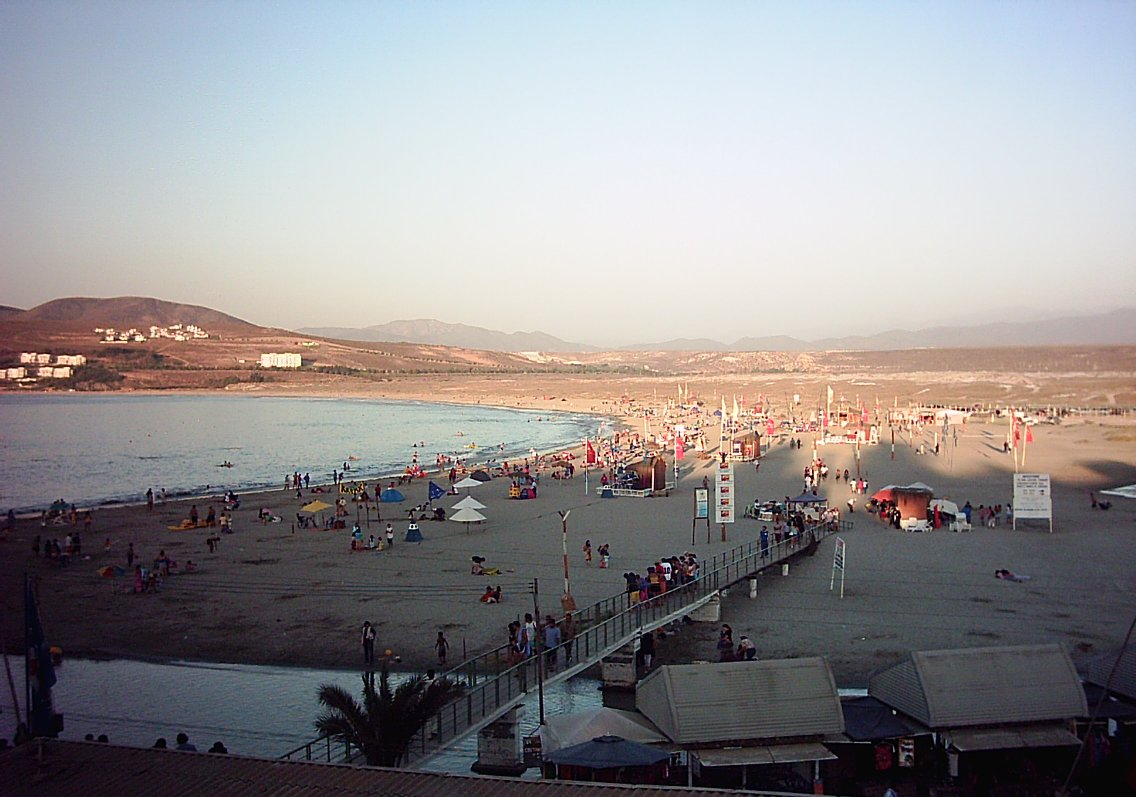
Los recursos de esta región se basan fundamentalmente, en las actividades relacionadas con la minería, la agricultura y la pesca

En 2018, la cantidad de empresas registradas en la región de Coquimbo fue de 16.054. El Índice de Complejidad Económica (ECI) en el mismo año fue de 0,22, mientras que las actividades económicas con mayor índice de Ventaja Comparativa Revelada (RCA) fueron Extracción de Zinc y Plomo (62,09), Elaboración de Piscos e Industrias Pisqueras (61,65) y Cultivo de Uva destinada a Producción de Pisco y Aguardiente (50,77).

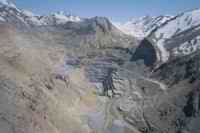
Zona minera.

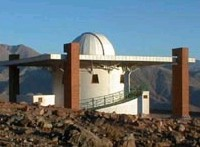
Observatorio astronómico Mamalluca.

Existen en la región yacimientos de manganeso, oro, plata, cobre, hierro y plomo. Entre los minerales no metálicos, se encuentran depósitos de apatita, yeso, carbonato de calcio, cuarzo, combarbalita, ónix y lapislázuli. La mina de cobre Los Pelambres, cerca de Salamanca, en la Provincia de Choapa, es una de las más grandes del mundo, con una reserva estimada de 2 100 millones de toneladas.
La agricultura se desarrolla gracias al uso intensivo de los valles de Elqui, Limarí y Choapa, con cultivos hortícolas y frutícola, favorecidos por las condiciones climáticas. Entre los principales productos destacan las aceitunas, papayas, paltas, damascos, duraznos, nueces y, especialmente, las uvas de exportación y pisqueras, que permiten la producción de pisco, además de pasas (uvas deshidratadas) y arrope (miel de uvas). En la ganadería destaca la actividad caprina.[cita requerida]
Las actividades pesqueras se ven favorecidas por los casi 400 km de litoral que posee la región. Se extraen pescados, especialmente sardina y jurel con fines industriales, mariscos y crustáceos, y se recolectan algas marinas.[cita requerida]
En la región existen fábricas de frutas disecadas, empacadoras de frutas de exportación, productoras de harina y aceite de pescado, conserveras de pescados, moluscos y crustáceos e industrias del pisco.[cita requerida]
En las últimas décadas, el turismo se ha convertido en unas de las actividades económicas más importantes, con variados centros. Entre ellos se encuentran tradicionales balnearios como Guanaqueros, Tongoy y las Termas de Socos, con otros de reciente creación como Las Tacas. El Valle de Elqui es muy famoso por ser un encantador lugar de turismo astronómico, cultural y de descanso.[cita requerida]

## Relaciones internacionales
La Región de Coquimbo es sede de una serie de instituciones de relaciones internacionales, tales como la Unidad Regional de Asuntos Internacionales (URAI) del Gobierno Regional de Coquimbo en La Serena, encargada del análisis y gestión de las relaciones bilaterales y multilaterales de la región con América Latina y el resto del mundo, la Comisión de Relaciones Internacionales y Jurídica del Consejo Regional de Coquimbo, Comité de Integración Paso de Agua Negra Argentina-Chile, la oficina regional del Servicio Nacional de Migraciones en La Serena, la oficina regional de la Dirección General de Promoción de Exportaciones (ProChile) en La Serena, el Departamento de Migraciones y Policía Internacional de la Policía de Investigaciones en La Serena, Vallenar, Ovalle e Illapel, la Oficina de Relaciones Internacionales y Migrantes de la Municipalidad de Coquimbo, la Oficina de Relaciones Internacionales e Institucionales de la Municipalidad de Vicuña, y las siguientes Oficinas Migrante en los municipios de la región:
- Oficina Migrante de la Municipalidad de La Serena.
- Oficina Migrante de la Municipalidad de Vicuña.
- Oficina Migrante de la Municipalidad de Ovalle.
- Oficina Migrante de la Municipalidad de Monte Patria.
- Oficina Migrante de la Municipalidad de Punitaqui.

En materia de internacionalización en educación superior, el principal actor dentro de la Región de Coquimbo es la Oficina de Relaciones Internacionales de la Universidad de La Serena.

### Consulados en La Serena
| - Alemania (Consulado Honorario) - Brasil (Consulado Honorario) - Francia (Consulado Honorario) - Hungría (Consulado Honorario) | - Italia (Viceconsulado Honorario) - Polonia (Consulado Honorario) - Siria (Consulado Honorario) |

### Consulados en Coquimbo
- España (Consulado Honorario)

## Cultura
La región ha sido cuna de numerosos escritores reconocidos a nivel nacional e internacional. La célebre poetisa Gabriela Mistral, premio Nobel de Literatura, nació en Vicuña. Su infancia transcurrió en el Valle de Elqui y fue profesora ayudante de la Escuela de La Compañía Baja (La Serena), La Cantera (Coquimbo) y en Cerrillos.
El llamado poeta nacional Víctor Domingo Silva nació en la localidad de Tongoy. Del mismo modo, han nacido en la zona Braulio Arenas (premio nacional de Literatura en 1984), Manuel Magallanes, Fernando Binvignat y Juan Godoy Rivera.
Destaca también en historia, Jorge Pinto Rodríguez, premio nacional de Historia en 2012.
Asimismo, Jorge Peña Hen fue el mayor representante de la música docta de la región, al ser el fundador del Conservatorio Regional y las Orquestas Juveniles de Chile.
Otro punto cultural importante de destacar en la Región de Coquimbo, es su culto religioso manifestado en sus fiestas religiosas, principalmente las de Andacollo y Sotaquí debido a la gran cantidad de personas que asisten. Estas fiestas se caracterizan por manifestar a través de la danza la devoción por la virgen, en el caso de Andacollo, y el Niño Dios, en el caso de Sotaquí. Estos bailes se caracterizan por ser una mezcla entre la antigua cultura diaguita y el culto cristiano católico introducido en Chile por los españoles en la época de la colonia.